# Prima spedizione Charcot
La prima spedizione Charcot (in francese Première expédition Charcot) è stata la prima missione esplorativa francese diretta verso le regioni antartiche. Deve il suo nome a Jean-Baptiste Charcot, che la ideò e ne prese il comando, e si protrasse tra il 22 agosto 1903 e il 4 marzo 1905.

## Scopo
Lo scopo della spedizione fu quello di esplorare le coste a nord e a nord-ovest della Terra di Graham e nel contempo effettuare osservazioni scientifiche zoologiche, meteorologiche e idrografiche.

## Preparativi
Nella primavera del 1903 Jean-Baptiste Charcot rinunciò ai suoi progetti di esplorazione nell'artide per rivolgersi al continente antartico, in cui la Francia all'epoca non sembrava avere interessi. Una forte spinta ai suoi progetti fu data dalla notizia della perdita della spedizione Nordenskjöld-Larsen. Charcot si fece consigliare da Adrien de Gerlache de Gomery, che era stato in Antartide tra il 1897 e il 1899 e che si unì alla spedizione.
Il costo stimato della spedizione era di 450.000 franchi a causa dell'alto costo per la costruzione della nave. Charcot lanciò una sottoscrizione sul quotidiano Le Matin: l'iniziativa fu un successo e raccolse 150.000 franchi d'oro; il successo di questa sottoscrizione portò Charcot a denominare la nave in costruzione Le Français in segno di riconoscenza verso il popolo francese. Per coprire la parte restante iniziò a negoziare con le varie autorità e riuscì a ottenere il supporto del Ministero della Pubblica Istruzione, della Société de Géographie, dell'Accademia delle Scienze e del Museo Nazionale di Storia Naturale. I contributi però non furono sufficienti a coprire tutto il budget e Charcot dovette coprire la parte restante con le proprie risorse personali.

### Equipaggio
- Ufficiali
  - Jean-Baptiste Charcot, comandante, medico
  - A. Matha, comandante in seconda, lieutenant de vaisseau, idrografo e navigatore
  - J. Rey, enseigne de vaisseau, meteorologo, oceanografo
  - Ernest Gourdon, geologo
  - Jean Turquet, naturalista
  - Paul Pléneau, fotografo
  - Adrien de Gerlache de Gomery, pilota — abbandonerà la spedizione in Brasile.
- Equipaggio
  - E. Cholet, sottufficiale
  - J. Jabet, nostromo
  - J. Guégen, matelot
  - F. Rolland, matelot
  - F. Hervéou, matelot
  - J. Besnard, matelot
  - Raymond Rallier du Baty, studente della marina mercantile
  - E. Goudier, capo meccanico
  - L. Poste, secondo meccanico
  - F. Libois, fuochista e carpentiere
  - F. Guégen, fuochista
  - M. Rozo, cuoco
  - R. Paumelle, maître d'hôtel
  - P. Dayné, guida alpina

## La spedizione

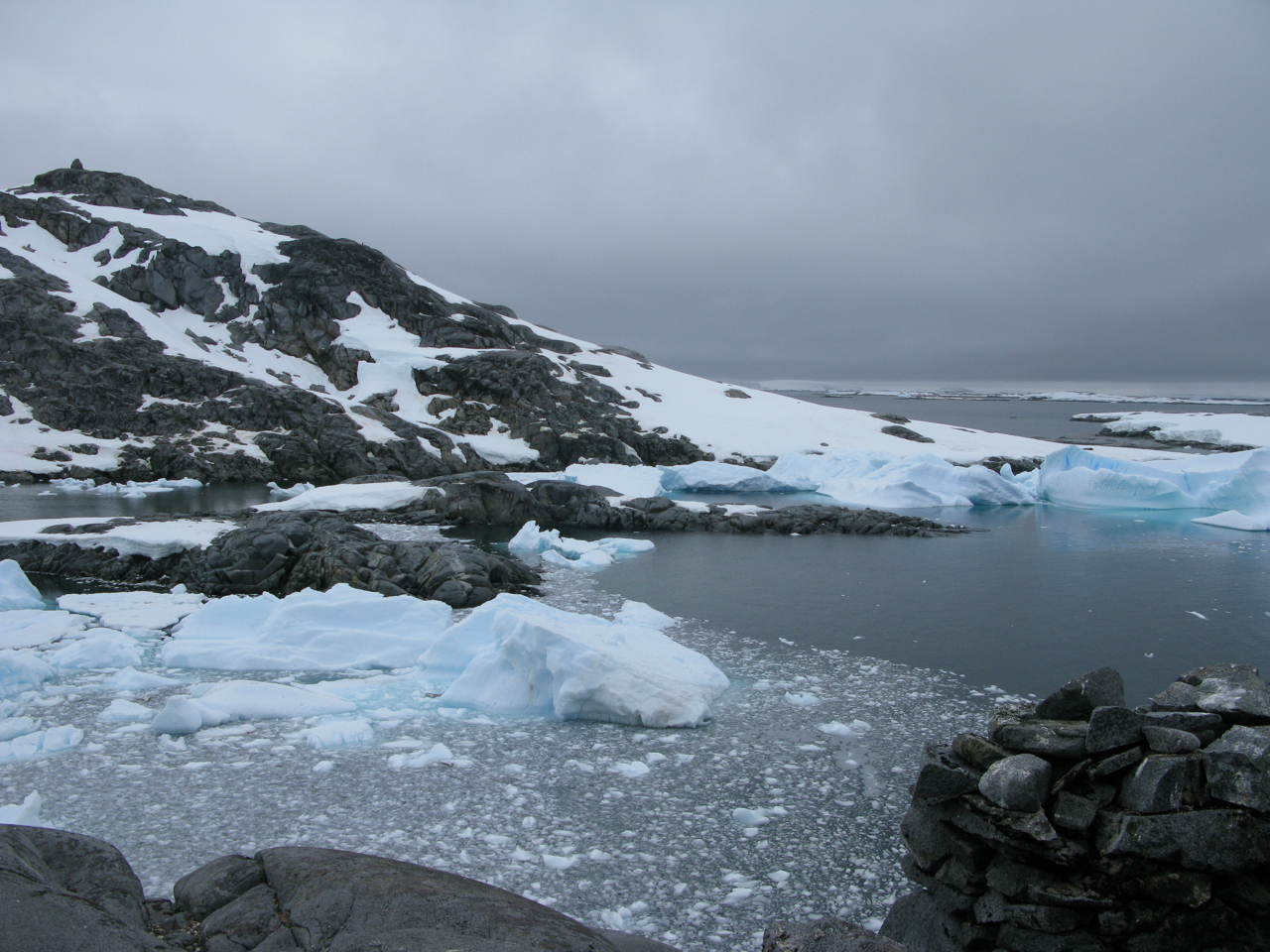
La baia di Port Charcot

### Viaggio di andata
La spedizione doveva partire da Le Havre il 15 agosto 1903, ma la morte accidentale di uno dei membri dell'equipaggio, Maignan, ritardò la partenza al 22 agosto. La spedizione raggiunse prima Madeira in Portogallo, poi Pernambuco in Brasile ed arrivò il 16 novembre a Buenos Aires in Argentina, prima di proseguire verso sud. Adrien de Gerlache de Gomery lasciò la spedizione durante lo scalo in Brasile per motivi personali. Fu a Buenos Aires che Charcot venne a conoscenza del salvataggio della spedizione Nordenskjöld-Larsen e incontrò i suoi membri. Otto Nordenskjöld, impressionato dal suo progetto, gli regalò cinque cani da slitta di razza groenlandese. La spedizione si fermò a Ushuaia, nella Terra del Fuoco, per partire alla volta dell'Antartide il 27 gennaio 1904; il 12 febbraio oltrepassò le isole Shetland Meridionali e alla fine di febbraio scoprì Port Lockroy. Il motore da 125 cavalli della Le Français non si dimostrò abbastanza potente per le acque polari, il che limitò le possibilità di esplorazione in loco.

### In Antartide
Charcot decise di svernare in una baia larga 1,5 miglia nautiche a nord dell'isola di Booth (situata a 62°59′S 60°33′W), che battezzò Port Charcot in onore del padre Jean-Martin Charcot, famoso neurologo francese.
Mapparono in maniera approssimativa la costa a sud ovest dell'isola Anvers nel 1904. Diedero il nome di  "penisola di Biscoe" a una piccola penisola a sud-est della baia di Biscoe (successivamente rinominata Punta Biscoe da parte del British Antarctic Survey, al tempo ancora chiamato Falkland Islands Dependencies Survey). 
Nel 1905 esplorarono la costa di Loubet, cui diedero questo nome in onore del presidente della repubblica Émile Loubet, che aveva patrocinato la spedizione. Poi raggiunsero l'isola Adelaide, scattarono reportage fotografici dell'arcipelago Palmer e mapparono l'isola Rabot (così chiamata in onore di Charles Rabot); eseguirono mappature anche dell'isola Watkins e di Arthur Harbour. 
Il Mount Français (64°38′S 63°27′W) nella catena Trojan fu così battezzato in onore della nave della spedizione, Le Français.
Scoprirono anche l'isola Lavoisier, che però battezzarono come 'íle Nansen' in onore di Fridtjof Nansen. Il nome fu cambiato nel 1960 per evitare confusione con la vicina Isola di Nansen, scoperta e battezzata nel 1898 dalla spedizione antartica belga.
Il promontorio di punta Bonaparte (64°47′S 64°05′W) fu mappato e battezzato in onore di Roland Bonaparte, presidente della Société de Géographie.

### Rientro in patria
Nella fase di rientro la spedizione fu supportata dal governo argentino, che acquistò anche la nave Le Français. Durante la sua assenza, la moglie di Charcot chiese e ottenne il divorzio dal marito. Charcot ritornerà in Antartide tra il 1908 e il 1911.